# Hylotox

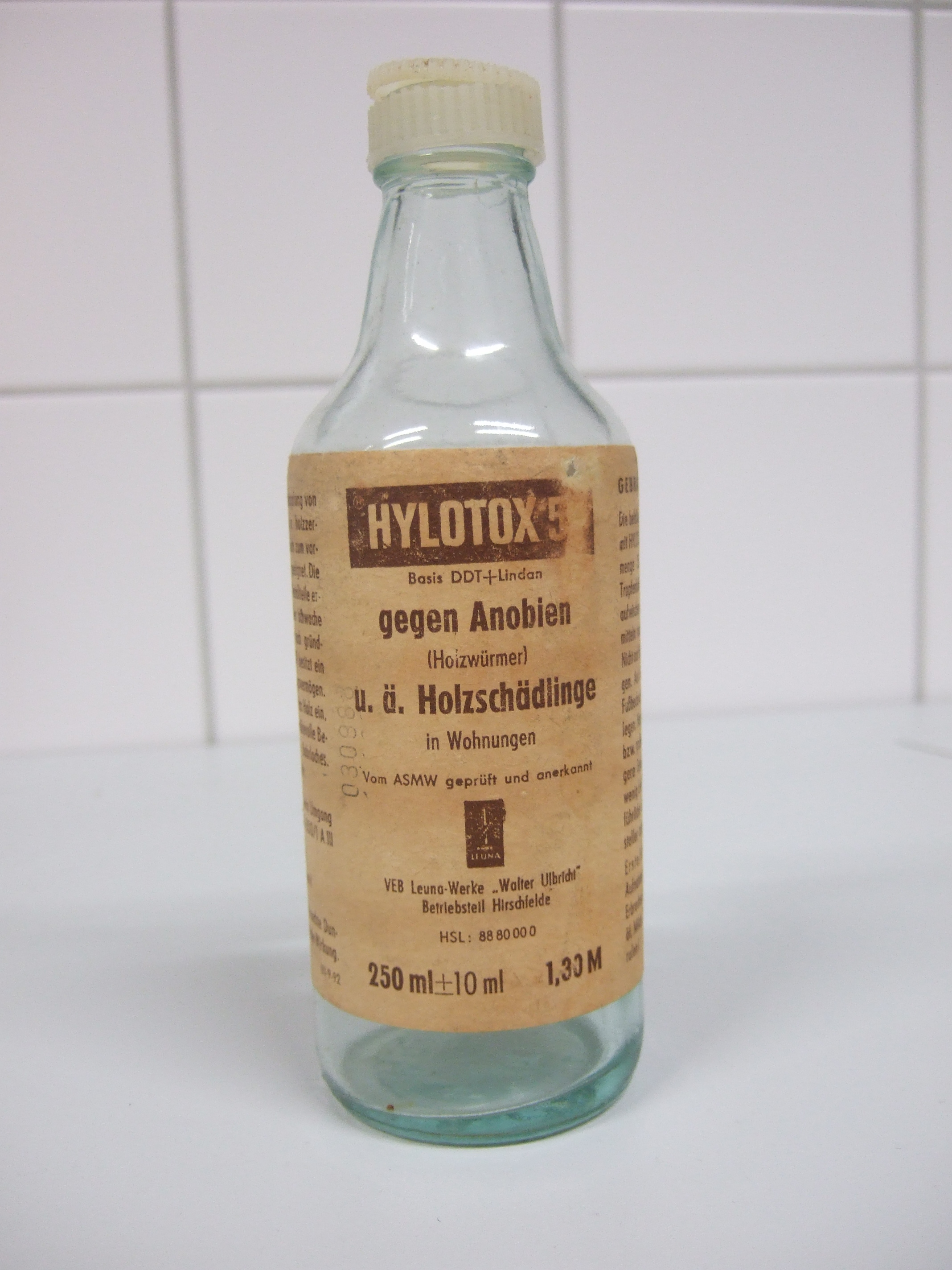
Originalflasche von Hylotox 59

Hylotox war ein Markenname für eine Gruppe von Holzschutzmitteln und Bioziden in der DDR. Der Markenname wurde 1957 vom VEB Fettchemie Karl-Marx-Stadt unter der Registriernummer DD621800 beim Deutschen Patent- und Markenamt (DPMA) angemeldet. Der Eintrag ist 1998 erloschen. Die verschiedenen Zubereitungen wurden durch nachgestellte Kürzel unterschieden.
| Holzschutzmittel            | Wirkstoffe                                                         | Begleitstoffe / Lösungsmittel                                                                           | Anwendung                                                                                   |
| --------------------------- | ------------------------------------------------------------------ | --- | ------------------------------------------------------------------------------------------- |
| Hylotox 59                  | 3,5 % DDT 0,5 % Lindan                                             | „Laval 300“ (ca. 95 % aliphatische Kohlenwasserstoffe), ca. 0,5 Isobornylacetat, ca. 0,25 % Terpentinöl | Vorbeugend und bekämpfend gegen Termiten und andere Insekten                                |
| Hylotox IP Hylotox IP braun | 3,0 % DDT 5,0 % PCP                                                | „Laval 300“ (Schmierölfraktion) Braunkohleschwelöl (IP braun)                                           | Vorbeugend und bekämpfend gegen Insekten, holzzerstörende Pilze (einschließlich Moderfäule) |
| Hylotox S                   | 4,5 Volumenanteil PCP als Natriumsalz in 95,5 Volumenanteil Wasser | Wasser                                                                                                  | Gegen Moderfäule, Bläue und Schimmelpilze                                                   |

Während in den westlichen Industrieländern DDT verboten wurde und die anderen chlorhaltigen Biozide im Gebrauch stark eingeschränkt wurden, waren in der DDR die als Hylotox bezeichneten Gemische noch bis 1990 in Gebrauch und stellen heute ein großes Problem bei der Sanierung und Restaurierung sowohl von Gebäuden als auch von Kunst- und Kulturgegenständen dar.